# Барятино (Барятинский район)
Барятино — село в Калужской области России, административный центр Барятинского района и сельского поселения «Село Барятино».

## География
Село Барятино расположено в 120 километрах на юго-запад от Калуги, железнодорожная станция Барятинская на линии Смоленск — Сухиничи.

## История
Барятино основано в конце XIX века, как посёлок при железнодорожной станции Барятинская.
С 1929 года Барятино — районный центр Барятинского района Сухиничского округа Западной области (с 1944 года Калужской области).
С 2006 года село также является центром сельского поселения «Село Барятино», объединяющего 6 населённых пунктов.
От города Москвы (МКАД) до села Барятино — 275 километров.

## Население
| 1913  | 1926  | 1939  | 1959  | 1970  | 1979  | 1989  |
| ----- | ----- | ----- | ----- | ----- | ----- | ----- |
| 312   | ↗381  | ↗1492 | ↗1935 | ↗2230 | ↗2610 | ↗2926 |
| 2002  | 2010  |       |       |       |       |       |
| ↘2675 | ↗2748 |       |       |       |       |       |

## Известные уроженцы
- Дорохов, Алексей Семёнович - академик РАН, профессор РАН, российский учёный, специалист по механизации, автоматизации и роботизации сельского хозяйства, доктор технических наук.